# Quatorzième circonscription de la préfecture de Chiba
La quatorzième circonscription de la préfecture de Chiba (千葉県第14区, Chiba-ken dai-jūyon-ku) est l'une des quatorze circonscriptions législatives que compte la préfecture de Chiba au Japon.

## Description géographique
La quatorzième circonscription de la préfecture de Chiba comprend la ville de Narashino et une partie de la ville de Funabashi,.

## Députés
| Législature | Début de mandat | Fin de mandat | Député élu     | Parti politique | Parti politique |
| ----------- | --------------- | ------------- | -------------- | --------------- | --------------- |
| 50e         | 2024            | -             | Yoshihiko Noda |                 | PDC             |

## Résultats électoraux
| Parti | Parti                           | Candidat          | Vote    | Vote |
| Parti | Parti                           | Candidat          | Voix    | %    |
| ----- | ------------------------------- | ----------------- | ------- | ---- |
|       | Parti démocrate constitutionnel | Yoshihiko Noda    | 145 821 | 66,4 |
|       | Parti libéral-démocrate         | Kyōsuke Takahashi | 51 723  | 23,6 |
|       | Parti communiste japonais       | Yōsuke Sakai      | 11 505  | 5,2  |
|       | Reiwa Shinsengumi               | Misao Redwolf     | 10 547  | 4,8  |